# لايمان (نيوهامشير)
لايمان (بالإنجليزية: Lyman, New Hampshire)‏ هي معلم جغرافي تقع في الولايات المتحدة في مقاطعة غرافتون (نيوهامشير). يقدر عدد سكانها بـ 533 نسمة ومساحتها 74.5 كم2 وترتفع عن سطح البحر 372 متر.